# 勃利県
勃利県（ぼつり-けん）は中華人民共和国黒竜江省七台河市に位置する県。県人民政府駐地は勃利鎮。

## 歴史
1917年（民国6年）に設置され吉林省に管轄とされた。1945年（民国34年）に合江省、1949年に松江省、1954年に黒竜江省に移管された。

## 行政区画
5街道、5鎮、3郷、2民族郷を管轄：
- 街道弁事処：新起街道、新華街道、元明街道、鉄西街道、城西街道
- 鎮：勃利鎮、小五站鎮、大四站鎮、双河鎮、倭肯鎮
- 郷：青山郷、永恒郷、搶墾郷
- 民族郷：杏樹朝鮮族郷、吉興朝鮮族満族郷

## 経済
- 鉱産：主に石炭、金、石墨、花崗岩、大理石、沸石、バントナイト等があり、中でも石炭の埋蔵量は1.2億で、全国産煤（石炭）百県の一つで、国内でも稀有な粘結炭の埋蔵量である。
- 野生動植物：薬用植物300種以上、食用菌400種以上、アイが自生し、チョウセンマツが針葉樹林をつくる。
- 特産物：山菜、小紅辣椒（トウガラシ）、チョウセンマツの実、高麗人参、鹿製品がある。

## 交通

### 鉄道
- 中国国家鉄路集団
  - 中国鉄路ハルビン局集団公司
    - 牡佳旅客専用線（中国語版） 七台河西駅
    - 図佳線（牡丹江方面）- 仏嶺駅（中国語版） - 通天屯駅（中国語版） - 勃利駅（中国語版） - 大西駅（中国語版） - 杏樹駅（中国語版） - 倭肯駅（中国語版） -（ジャムス方面）
    - 勃七線（中国語版） 勃利駅 - 東崗駅 - 互助駅（中国語版） - 水庫駅（中国語版） -（七台河方面）

### 道路
- 高速道路
  - 鶴大高速道路
  - 依興高速道路

- 国道
  -  G201国道

## 健康・医療・衛生
- 勃利県人民医院